# Laurence Vielle
Laurence Vielle (Brussel, 1968) is een Franstalige Belgische dichteres en actrice. Ze woont met haar twee dochters in Brussel.

## Biografie
Laurence werd in Brussel geboren als dochter van een Vlaamse moeder en een Zwitserse vader. Ze volgde een toneelopleiding aan het Koninklijk Conservatorium Brussel. Ze speelde in stukken van onder meer Henry Bauchau en Valère Novarina. Ze regisseerde, maakte bewerkingen en schreef zelf toneelteksten. 
In 1995 debuteerde Vielle in de kortfilm "Une dernière vision de Hugo van der Goes" en speelde dat jaar ook in de langspeelfim "Le nez au vent" van Dominique Guerrier. Ook speelde ze in Flux et reflux (Eb en vloed) van Ursula Meier. Haar rol als Anna in de kortfilm "Des heures sans sommeil" van Ursula Meier uit 1998 leverde haar aandacht, enkele nominaties en een prijs op. 
In 1998 debuteerde ze met de bundel "L'imparfait". Poëzie en het gesproken woord zijn voor haar onlosmakelijk met elkaar verbonden. Ze 'sprokkelt' woorden bij elkaar (zoals ze haar kunstuitingen noemt) en houdt ervan om woorden uit te spreken, te laten klinken, en er een ritme aan te geven.
In 2004 vertolkte ze het personage Madame Violaine in "25 Degrés en hiver" van Stéphane Vuillet. 
Eind 2006 werd Vielle door het Maison de la Poésie te Parijs uitgenodigd om een programma samen te stellen met de door haar 'gesprokkelde woorden'. Het programma kreeg de titel "Récréation du monde" ("Herschepping van de wereld"). 
In 2014 figureerde ze in de komische film "Brèves de comptoir" van Jean-Michel Ribes. In 2015 schreef ze "Ouf".
Haar werk wordt al vijftien jaar uit het Frans in het Nederlands vertaald door Jan H.Mysjkin. 

## Dichter des Vaderlands
Toen eind 2015 bekend werd gemaakt dat Laurence Vielle de eerste 'Dichter des Vaderlands' Charles Ducal zou opvolgen, maakte ze op 29 oktober 2015 samen met hem het gedicht 'Poste restante'. Dit gedicht is ook afgedrukt op een nieuwe postzegel in 2016 als eerbetoon aan Emile Verhaeren de eerste Belgische 'nationale dichter'.
Op de Gedichtendag van 28 januari 2016 volgde Vielle Charles Ducal op als tweede Dichter des Vaderlands van België. In die hoedanigheid ziet zij het als haar missie om gedichten te maken "die het vaderland aanbelangen", en wil zoveel mogelijk mensen verrassen met poëzie in concrete situaties in de samenleving, zoals in de straat, in de media, op school en in de trein. Op de vooravond van Gedichtendag stelde ze haar eerste gedicht voor met de titel "Doortocht". Op 29 januari 2016 aanvaardde ze haar nieuwe opdracht.
Op 21 maart 2016, de dag voor de aanslagen in Brussel, verscheen haar tweede gedicht met als titel "Veiligheid", gebaseerd op het buitensporige budget voor de veiligheid (tegen terrorisme) tegenover een besparing op de kosten voor de sociale zekerheid. Op de dag van de aanslagen zelf schreef ze het gedicht "Je bent doelwit".
Op 6 mei 2016 droeg Laurence Vielle een gedicht op aan de jeugd met de titel "Eerste keer", kort voordat in een poëziewedstrijd twee 'Jonge Dichters des Vaderlands' werden aangesteld. Op 21 juli 2016 schreef ze een zomers gedicht "Bron". (Beide gedichten werden in het Nederlands vertaald door het Vertalerscollectief van Passa Porta:Pierre Geron, Danielle Losman, Bart Vonck en Katelijne De Vuyst).
Naar aanleiding van de arrestatie van 12 vluchtelingen in Molenbeek op 19 september 2016 schreef Laurence op 11 oktober 2016 het gedicht "Levens tegen levens".

## Prijzen en onderscheidingen
In 1999 kreeg Vielle de prijs voor de beste vrouwelijke vertolking op het Kortfilmfestival van Clermont in "Des heures sans sommeil".
Op 18 november 2015 werd Vielle onderscheiden met 'Le Grand Prix de l'Académie Parole' voor "Ouf", een boek met een CD, waarop ze met muziekbegeleiding de tekst spreekt, laat klinken en er ritme aan geeft.

## Poëzie
- L'imparfait (De onvoltooid verleden tijd) - 1998
- Récréation du monde (Herschepping van de wereld} - 2006. In 2013 in het Nederlands vertaald door Jan H. Mysjkin.
- Ouf (OEF) - 2015

- Poste restante - 29 oktober 2015[2]
- Doortocht - 27 januari 2016[3]
- Veiligheid - 21 maart 2016[4]
- Je bent doelwit - 22 maart 2016[5]
- Eerste keer - 6 mei 2016[6]
- Bron - 21 juli 2016[7]
- Levens tegen levens - 11 oktober 2016[8]